# Af Dalström
af Dalström var en adlig ätt som adlades med Gustaf Jacob Dalström 1833 och som introducerades året därpå. Ätten är sedan 1910 utslocknad.